# Station Pont-Cardinet
Station Pont-Cardinet is een spoorwegstation aan de spoorlijn Paris-Saint-Lazare - Le Havre. Het ligt in het 17e arrondissement van Parijs.

## Geschiedenis
Het station werd op 2 mei 1854 geopend aan de ligne d'Auteuil als station Batignolles. In 1912 werd het station verhuisd in verband met de aanleg van extra sporen naar Versailles. In 1922 kreeg het station zijn huidige naam. In 1996 werd de ligne d'Auteuil (groep I van het spoorwegnetwerk van Saint-Lazare) gesloten, de dienst naar Pereire - Levallois werd vervangen door een busdienst. 

## Ligging
Het station ligt op kilometerpunt 1,725 van de volgende spoorlijnen: (van noord naar zuid)
- Paris-Saint-Lazare - Mantes-Station via Conflans-Sainte-Honorine (Groupe VI)
- Paris-Saint-Lazare - Ermont-Eaubonne (Groupe IV)
- Paris-Saint-Lazare - Le Havre (Groupe V)
- Paris-Saint-Lazare - Versailles-Rive-Droite (Groupe II)
- Paris-Saint-Lazare - Saint-Germain-en-Laye (Groupe III)

## Diensten
Het station wordt aangedaan door verschillende treinen van Transilien lijn L:
- Tussen Paris Saint-Lazare en Cergy-le-Haut
- Tussen Paris Saint-Lazare en Nanterre - Université/Maisons-Laffitte
- Tussen Paris Saint-Lazare en Versailles - Rive Droite

Het metrostation Pont Cardinet sluit aan bij het treinstation. Ook doen shuttlebussen tussen dit station en Pereire - Levallois het station aan.

## Trivia
- Dit station is het enige in Parijs dat geen kopstation is, en ook niet wordt aangedaan door de RER.

## Vorige en volgende stations
| Richting                                   | Vorig station      | Lijn      | Volgend station    | Richting           |
| ------------------------------------------ | ------------------ | --------- | ------------------ | ------------------ |
| Nanterre - Université (ofMaisons-Laffitte) | Clichy - Levallois | Trans L   | Paris Saint-Lazare | Paris Saint-Lazare |
| Cergy-le-Haut                              | Clichy - Levallois | Trans L   | Paris Saint-Lazare | Paris Saint-Lazare |
| Versailles - Rive Droite                   | Clichy - Levallois | Trans L   | Paris Saint-Lazare | Paris Saint-Lazare |
| Pereire - Levallois                        | Porte d'Asnières   | (Per bus) | Eindpunt           | Eindpunt           |